# حواء عبدي
حوَّاء عبدي (1947 - 2020)، هي طبيبة ومحامية وناشطة حقوقية صومالية، ولدت في 17 مايو 1947 في مقديشو في الصومال. وتوفيت يوم 5 أغسطس 2020 في مقديشو

## وصلات خارجية
- الموقع الرسمي